# Тонини, Мишель
Мише́ль Анж-Шарль Тонини́ (фр. Michel Ange-Charles Tognini; род. 30 сентября 1949, Венсен, Валь-де-Марн, Франция) — французский военный лётчик-испытатель, 3-й французский космонавт, астронавт Европейского космического агентства.

## Образование
После окончания лицея Кашан в Париже прошёл обучение в военно-воздушной школе в Гренобле (1970). В 1973 году окончил Французскую военно-воздушную академию «École de l’Air» в Салон-де-Провансе, получив диплом инженера. Проходил дальнейшее обучение в истребительной группе «Нормандия-Неман», где получил квалификацию лётчика-истребителя.

## Служба в ВВС
В 1974—1981 гг. проходил службу в 12-й истребительной эскадрилье на авиабазе Камбре, где летал на самолётах Super Mystère B2 и Mirage F1. В 1976 году стал командиром звена, в 1979 году — эскадрильи «Тигр» в составе полка.
Пройдя в 1982—1983 гг. обучение в Имперской школе лётчиков-испытателей в Боском-Даун (Англия), получил назначение в лётно-испытательный центр в Казо на должность лётчика-испытателя, позднее — старшего лётчика-испытателя. Участвовал в испытаниях истребителей Mirage 2000C, Mirage 2000N, Jaguar с использованием систем вооружения ATLIS и FLIR.

## Космическая подготовка
В сентябре 1985 года Мишель Тонини по результатам 2-го набора был зачислен в отряд космонавтов французского Национального центра космических исследований (CNES). В июле 1986 года в составе четырёх человек он был направлен в Москву для прохождения медицинского обследования в рамках подготовки к совместному советско-французскому космическому полёту по программе ARAGATZ. В августе 1986 года назначен в дублирующий экипаж космонавтом-исследователем, после чего, оставаясь офицером ВВС, был зачислен в штат CNES. В ноябре 1986 года М. Тонини приступил к тренировкам в ЦПК им. Ю. А. Гагарина, включающим в себя и подготовку к внекорабельной деятельности.
Полёт на корабле «Союзе ТМ-7», в котором Тонини дублировал Жан-Лу Кретьена, состоялся 26 ноября — 21 декабря 1988 года.
В 1989—1990 гг. М. Тонини работал в Тулузе по программе создания европейской космической системы «Гермес», входя в условный экипаж корабля вместе с Жан-Пьером Эньере.
В 1990—1992 гг. был одним из шести кандидатов от Франции в ходе 2-го набора в отряд астронавтов Европейского космического агентства (EKAA), но в итоге в отряд был зачислен Жан-Франсуа Клервуа.
В соответствии с подписанным 22 декабря 1989 года договором между российским Главкосмосом и CNES о выполнении нового совместного полёта на станцию «Мир» М. Тонини прошёл медицинское обследование в Москве в числе 6 кандидатов. В январе 1991 года приступил к подготовке в ЦПК им. Ю. А. Гагарина в качестве космонавта-исследователя основного экипажа. В ходе подготовки осуществил несколько полётов на лётных симуляторах корабля «Буран».

## Полёт на «Союзе ТМ-15»
Свой первый космический полёт Мишель Тонини совершил 27 июля—10 августа 1992 года. Экипаж в составе А. Соловьёва, С. Авдеева и М. Тонини стартовал в космос на корабле «Союз ТМ-15». 29 июля произведена стыковка с орбитальным комплексом «Мир», где работал экипаж 11-й основной экспедиции (А. Викторенко и А. Калери). После выполнения программы полёта ANTARES и смены экипажа 9 августа «Союз ТМ-14» отстыковался от станции «Мир» и 10 августа совершил посадку. Мишель Тонини вернулся на Землю с экипажем 11-й основной экспедиции. Продолжительность его полёта составила 13 суток 18 час 56 минут 13 секунд.
В 1993—1994 гг. М. Тонини прошёл курс обучения во французском Научно-исследовательском институте национальной обороны (Institut des hautes études de Défense nationale — IHEDN).
С января 1995 года проходил подготовку в космическом центре им. Джонсона (США) совместно с астронавтами 15-го набора. По окончании подготовки получил в июле 1996 года квалификацию специалиста полёта, после чего был назначен в отделение оперативного планирования отдела астронавтов НАСА.
12 ноября 1997 года получил назначение в экипаж полёта STS-93.

## Полёт на «Колумбии»
Второй полёт Мишель Тонини совершил 23—27 июля 1999 года на корабле «Колумбия». Его основной задачей в ходе 5-дневной миссии было ассистирование в момент вывода на орбиту рентгеновской орбитальной обсерватории «Чандра», а также выход, в случае необходимости, в открытый космос.
Статистика
| # | Стартовый корабль | Старт, UTC        | Экспедиция | Корабль посадки | Посадка, UTC      | Налёт                      | Выходы в открытый космос | Время в открытом космосе |
| - | ----------------- | ----------------- | ---------- | --------------- | ----------------- | -------------------------- | ------------------------ | ------------------------ |
| 1 | Союз ТМ-15        | 27.07.1992, 06:08 | Мир        | Союз ТМ-14      | 10.08.1992, 01:05 | 13 суток 18 часов 56 минут | 0                        | 0                        |
| 1 | Колумбия STS-93   | 23.07.1999, 04:30 | STS-93     | Колумбия STS-93 | 28.07.1999, 03:20 | 04 суток 22 час 49 минут   | 0                        | 0                        |
|   |                   |                   |            |                 |                   | 18 суток 17 часов 45 минут | 0                        | 0                        |

## Последующая деятельность
В ноябре 1999 года Мишель Тонини был включён в отряд астронавтов ЕКА, базирующийся в Кёльне. Тем не менее он продолжал работу в космическом центре им. Джонсона.
В мае 2003 года М. Тонини возглавил отдел астронавтов Европейского центра астронавтов, лишившись тем самым статуса активного астронавта. Находился в Кёльне на этой должности до декабря 2004 года.
С января 2005 года Мишель Тонини — руководитель Европейского центра астронавтов. 1 ноября 2011 уволился из Европейского космического агентства.

## Личная жизнь

### Семья
Женат с 1988 года вторым браком на инструкторе Центра подготовки космонавтов Елене Васильевне Тонини (Чечиной), имеет двоих детей от первого брака и двоих от второго.

### Увлечения
Прыжки с парашютом и на параплане, теннис, виндсерфинг, воднолыжный спорт, равнинные лыжи, кросс по пересеченной местности.

## Награды
- Командор ордена Почётного легиона[2]
- Кавалер Национального ордена «За заслуги»[2]
- Медаль Воздухоплавания[2]
- Орден Дружбы народов (21 декабря 1988 года, СССР)[2]
- Орден Дружбы народов (11 августа 1992 года, Россия) — за успешное осуществление космического полета на орбитальной станции «Мир», проявленные при этом мужество и героизм и большой вклад в укрепление дружбы и сотрудничества между народами России и Франции[3][2]
- Медаль «За заслуги в освоении космоса» (12 апреля 2011 года, Россия) — за большой вклад в развитие международного сотрудничества в области пилотируемой космонавтики[4]
- Медаль «За космический полёт» (НАСА)[2]